# Distrito electoral federal 2 del estado de México
El II Distrito electoral federal del estado de México es uno de los 300 distritos electorales en los que se encuentra dividido el territorio de México para la elección de diputados federales y uno de los 40 en los que se divide el Estado de México. Su cabecera es la ciudad de Tultepec.
El Distrito II del estado de México se encuentra en la zona centro-norte del Estado de México. Desde 2022 lo conforman los siguientes municipios: Cuautitlán, Melchor Ocampo y Tultepec. Lo conforman 96 secciones electorales.

## Distritaciones anteriores

### Distritación 1996 - 2005
En el periodo de 1996 a 2005 el Segundo Distrito se encontraba en el norte del Estado de México, al norte del Valle de México, los municipios que lo integraban eran
Apaxco, Coyotepec, Huehuetoca, Hueypoxtla, Jaltenco, Nextlalpan, Teoloyucan,  Tequixquiac Tonatitla y Zumpango. Su cabecera era la ciudad de Zumpango.

### Distritación 2005 - 2017
El Segundo Distrito del Estado de México estuvo ubicado en la zona centro-norte del estado, al norte del Valle de México, lo conforman los municipios de Apaxco, Coyotepec, Huehuetoca, Teoloyucan, Tepotzotlán, Tequixquiac y Villa del Carbón. Su cabecera era Teoloyucan.

### Distritación 2017 - 2022
Tras la distritación electoral nacional de 2014-2017 llevada a cabo por el Instituto Nacional Electoral el territorio del distrito electoral  estuvo integrado por los municipios de Jaltenco, Nextlalpan, Tultepec, Tultitlán y Tonanitla. Su cabecera distrital era la ciudad de Tultepec.

## Diputados por el distrito
| Legislatura   | Periodo                                           | Diputado                             | Grupo parlamentario                  |
| ------------- | ------------------------------------------------- | ------------------------------------ | ------------------------------------ |
| I             | 7 de diciembre de 1857-17 de mayo de 1861         |                                      |                                      |
| II            | mayo de 1861-mayo de 1863                         |                                      |                                      |
| III           | 20 de octubre de 1863-1865                        |                                      |                                      |
| IV            | 5 de noviembre de 1867-14 de septiembre de 1868   |                                      |                                      |
| V             | 15 de septiembre de 1869-15 de septiembre de 1871 |                                      |                                      |
| VI            | 15 de septiembre de 1871-15 de septiembre de 1873 |                                      |                                      |
| VII           | 15 de septiembre de 1873-15 de septiembre de 1875 |                                      |                                      |
| VIII          | 15 de septiembre de 1875-22 de mayo de 1878       |                                      |                                      |
| IX            | 2 de septiembre de 1878-15 de septiembre de 1880  |                                      |                                      |
| X             | 16 de septiembre de 1880-15 de septiembre de 1882 |                                      |                                      |
| XI            | 16 de septiembre de 1882-15 de septiembre de 1884 |                                      |                                      |
| XII           | 16 de septiembre de 1884-15 de septiembre de 1886 |                                      |                                      |
| XIII          | 16 de septiembre de 1886-15 de septiembre de 1888 |                                      |                                      |
| XIV           | 16 de septiembre de 1888-15 de septiembre de 1890 |                                      |                                      |
| XV            | 16 de septiembre de 1890-15 de septiembre de 1892 |                                      |                                      |
| XVI           | 16 de septiembre de 1892-15 de septiembre de 1894 |                                      |                                      |
| XVII          | 16 de septiembre de 1894-15 de septiembre de 1896 |                                      |                                      |
| XVIII         | 16 de septiembre de 1896-15 de septiembre de 1898 |                                      |                                      |
| XIX           | 16 de septiembre de 1898-15 de septiembre de 1900 |                                      |                                      |
| XX            | 16 de septiembre de 1900-15 de septiembre de 1902 |                                      |                                      |
| XXI           | 16 de septiembre de 1902-15 de septiembre de 1904 |                                      |                                      |
| XXII          | 16 de septiembre de 1904-15 de septiembre de 1906 |                                      |                                      |
| XXIII         | 16 de septiembre de 1906-15 de septiembre de 1908 |                                      |                                      |
| XXIV          | 16 de septiembre de 1908-15 de septiembre de 1910 |                                      |                                      |
| XXV           | 16 de septiembre de 1910-15 de septiembre de 1912 |                                      |                                      |
| XXVI          | 16 de septiembre de 1912-10 de octubre de 1913    | Francisco M. de Olaguíbel            |                                      |
| XXVI (bis)    | 16 de noviembre de 1913-5 de agosto de 1914       |                                      |                                      |
| Constituyente | 1 de diciembre de 1916-5 de febrero de 1917       |                                      |                                      |
| XXVII         | 15 de abril de 1917-31 de agosto de 1918          |                                      |                                      |
| XXVIII        | 1 de septiembre de 1918-31 de agosto de 1920      | Fernando Moreno                      |                                      |
| XXIX          | 1 de septiembre de 1920-31 de agosto de 1922      | Tomás Valle                          |                                      |
| XXX           | 1 de septiembre de 1922-31 de agosto de 1924      | Roberto Nieto                        |                                      |
| XXXI          | 1 de septiembre de 1924-31 de agosto de 1926      |                                      |                                      |
| XXXII         | 1 de septiembre de 1926-31 de agosto de 1928      |                                      |                                      |
| XXXIII        | 1 de septiembre de 1928-31 de agosto de 1930      |                                      |                                      |
| XXXIV         | 1 de septiembre de 1930-31 de agosto de 1932      |                                      |                                      |
| XXXV          | 1 de septiembre de 1932-31 de agosto de 1934      |                                      |                                      |
| XXXVI         | 1 de septiembre de 1934-31 de agosto de 1937      |                                      |                                      |
| XXXVII        | 1 de septiembre de 1937-31 de agosto de 1940      |                                      |                                      |
| XXXVIII       | 1 de septiembre de 1940-31 de agosto de 1943      |                                      |                                      |
| XXXIX         | 1 de septiembre de 1943-31 de agosto de 1946      | Antonio Manero                       | Partido de la Revolución Mexicana    |
| XL            | 1 de septiembre de 1946-31 de agosto de 1949      | Gustavo Castrejón y Chávez           | Partido Revolucionario Institucional |
| XLI           | 1 de septiembre de 1949-31 de agosto de 1952      | Tito Ortega Sánchez                  | Partido Revolucionario Institucional |
| XLII          | 1 de septiembre de 1952-31 de agosto de 1955      |                                      |                                      |
| XLIII         | 1 de septiembre de 1955-31 de agosto de 1958      | Luis Berroeta Valencia               | Partido Revolucionario Institucional |
| XLIV          | 1 de septiembre de 1958-31 de agosto de 1961      | Manuel Martínez Orta                 | Partido Revolucionario Institucional |
| XLV           | 1 de septiembre de 1961-31 de agosto de 1964      | David López Sención                  | Partido Revolucionario Institucional |
| XLVI          | 1 de septiembre de 1964-31 de agosto de 1967      | Francisco Pérez Ríos                 | Partido Revolucionario Institucional |
| XLVII         | 1 de septiembre de 1967-31 de agosto de 1970      | Gregorio Velázquez Sánchez           | Partido Revolucionario Institucional |
| XLVIII        | 1 de septiembre de 1970-31 de agosto de 1973      | José Delgado Valle                   | Partido Revolucionario Institucional |
| XLIX          | 1 de septiembre de 1973-31 de agosto de 1976      | Jesús García Lovera                  | Partido Revolucionario Institucional |
| L             | 1 de septiembre de 1976-31 de agosto de 1979      | Josefina Esquivel de Quintana        | Partido Revolucionario Institucional |
| LI            | 1 de septiembre de 1979-31 de agosto de 1982      | Armando Neyra Chávez                 | Partido Revolucionario Institucional |
| LII           | 1 de septiembre de 1982-31 de agosto de 1985      | Gerardo Cavazos Cortés               | Partido Revolucionario Institucional |
| LIII          | 1 de septiembre de 1985-31 de agosto de 1988      | Eduardo Lecanda Lujambio             | Partido Revolucionario Institucional |
| LIV           | 1 de septiembre de 1988-31 de octubre de 1991     | Héctor Jarquín Hernández             | Partido Revolucionario Institucional |
| LV            | 1 de noviembre de 1991-31 de octubre de 1994      | Eduardo Lecanda Lujambio             | Partido Revolucionario Institucional |
| LVI           | 1 de noviembre de 1994-31 de agosto de 1997       | Wilfrido Muñoz Rivera                | Partido Revolucionario Institucional |
| LVII          | 1 de septiembre de 1997-31 de agosto de 2000      | Enrique Santillán Viveros            | Partido de la Revolución Democrática |
| LVIII         | 1 de septiembre de 2000-8 de enero de 2003        | Gustavo Alonso Donis García          | Partido Revolucionario Institucional |
| LVIII         | 8 de enero de 2003-14 de marzo de 2003            | Vacante                              | Partido Revolucionario Institucional |
| LVIII         | 14 de marzo de 2003-13 de agosto de 2003          | Gustavo Alonso Donis García          | Partido Revolucionario Institucional |
| LVIII         | 13 de agosto de 2003-31 de agosto de 2003         | Vacante                              | Partido Revolucionario Institucional |
| LIX           | 1 de septiembre de 2003-28 de octubre de 2004     | Fernando García Cuevas               | Partido Revolucionario Institucional |
| LIX           | 28 de octubre de 2004-19 de enero de 2005         | Vacante                              | Partido Revolucionario Institucional |
| LIX           | 19 de enero de 2005-31 de agosto de 2006          | Fernando García Cuevas               | Partido Revolucionario Institucional |
| LX            | 1 de septiembre de 2006-30 de abril de 2009       | Juan Abad de Jesús                   |                                      |
| LX            | 30 de abril de 2009-6 de julio de 2009            | Vacante                              |                                      |
| LX            | 6 de julio de 2009-31 de agosto de 2009           | Juan Abad de Jesús                   |                                      |
| LXI           | 1 de septiembre de 2009-4 de octubre de 2011      | Raúl Domínguez Rex                   | Partido Revolucionario Institucional |
| LXI           | 11 de octubre de 2011-18 de octubre de 2011       | Juanita de Jesús Santillán Hernández | Partido Revolucionario Institucional |
| LXI           | 18 de octubre de 2011-31 de agosto de 2012        | Raúl Domínguez Rex                   | Partido Revolucionario Institucional |
| LXII          | 1 de septiembre de 2012-31 de agosto de 2015      | Gerardo Liceaga Arteaga              | Partido Revolucionario Institucional |
| LXIII         | 1 de septiembre de 2015-16 de septiembre de 2017  | Raúl Domínguez Rex                   | Partido Revolucionario Institucional |
| LXIII         | 19 de septiembre de 2017-29 de marzo de 2018      | Aarón González Rojas                 | Partido Revolucionario Institucional |
| LXIII         | 29 de marzo de 2018-4 de julio de 2018            | Vacante                              | Partido Revolucionario Institucional |
| LXIII         | 4 de julio de 2018-31 de agosto de 2018           | Aarón González Rojas                 | Partido Revolucionario Institucional |
| LXIV          | 1 de septiembre de 2018-31 de agosto de 2021      | Dionicia Vázquez García              | Partido del Trabajo (México)         |
| LXV           | 1 de septiembre de 2021-31 de agosto de 2024      | Dionicia Vázquez García              | Partido del Trabajo (México)         |
| LXVI          | 1 de septiembre de 2024-31 de agosto de 2027      | Dionicia Vázquez García              | Movimiento Regeneración Nacional     |

## Resultados Electorales

### Elecciones de 2024
|  | 59.20 % |

|  | 27.87 % |

|  | 10.50 % |

|  | 0.10 % |

|  | 2.33 % |

|  | 100.0 % |

|  | 65.31 % |

### Elecciones de 2021
|  | 49.94 % |

|  | 33.91 % |

|  | 5.45 % |

|  | 2.83 % |

|  | 2.67 % |

|  | 2.56 % |

|  | 0.08 % |

|  | 2.56 % |

|  | 100.00 % |

|  | 48.55 % |

### Elecciones de 2018
|  | 53.41 % |

|  | 23.34 % |

|  | 20.56 % |

|  | 0.07 % |

|  | 2.62 % |

|  | 100.00 % |

|  | 67.13 % |

### Elecciones de 2009
| Elecciones federales de 2009 | Elecciones federales de 2009                   | Elecciones federales de 2009 | Elecciones federales de 2009 | Elecciones federales de 2009 | Elecciones federales de 2009 |
| Partido/Coalición            | Partido/Coalición                              | Candidato                    | Candidato                    | Votos                        | Porcentaje                   |
| ---------------------------- | ---------------------------------------------- | ---------------------------- | ---------------------------- | ---------------------------- | ---------------------------- |
|                              | Partido Acción Nacional                        |                              | Juan Carlos Uribe Padilla    | 41,960                       | 30.03%                       |
|                              | Coalición Primero México (PRI, PVEM y PFD)     |                              | Raúl Domínguez Rex Hecho     | 58,005                       | 41.52%                       |
|                              | Partido de la Revolución Democrática           |                              | Nancy Patricia Ruiz Salinas  | 11,153                       | 7,98%                        |
|                              | Coalición Salvemos a México (PT, Convergencia) |                              | Mariano Curiel Morales       | 17,477                       | 12.50%                       |
|                              | Partido Nueva Alianza                          |                              | Andrés Navarrete Murga       | 3,560                        | 2.54%                        |
|                              | Partido Socialdemócrata                        |                              | Claudia Lorena López Rubio   | 1,390                        | 0.99%                        |